# Frank Schoutens
Frank Schoutens (12 juni 1958) is een Nederlands televisieregisseur.
Schoutens studeerde in 1982 af voor de lerarenopleiding. Twee jaar later begon hij aan een opleiding aan de Nederlandse Film en Televisie Academie, die hij in 1988 afrondde. In datzelfde jaar maakte hij de korte film Ziek, waarin hoofdrollen werden gespeeld door Mary-Lou van Steenis en Bart Römer. Eind 1989 was hij betrokken bij de opnamen voor het derde seizoen van Medisch Centrum West. Schoutens was de assistent van regisseur Nico Knapper. Zijn eerste echte televisieklus als regisseur was de soap Goede tijden, slechte tijden, op dat moment een nog onbekend genre op de Nederlandse televisie. Hij is de eerste Nederlandse regisseur die een aflevering van de soap mocht regisseren.
Na twee jaar hield Schoutens het bij de soap voor gezien en regisseerde hij de comedyserie Niemand de deur uit!, met hoofdrollen van Henriëtte Tol en Rik Hoogendoorn. Tol en Schoutens kenden elkaar al van de soap Goede tijden, slechte tijden (GTST). Vanwege zijn ervaringen bij GTST werd hij eind 1993 nauw betrokken bij het starten van de publieke soap Onderweg naar Morgen (ONM). Anderhalf jaar regisseerde hij tientallen afleveringen. Schoutens nam de functie van uitvoerend producent over van Hans Scheepmaker. Na twee jaar als uitvoerend producent vertrok hij definitief bij ONM. In de jaren daarna regisseerde hij voor Endemol series zoals Luifel & Luifel en Blauw blauw. Midden 2002 verving hij Idse Grotenhuis als uitvoerend producent bij Goede tijden, slechte tijden. Nog in datzelfde jaar vertrok Schoutens bij de soap en werd zijn functie overgenomen door Gert-Jan Booy.
Sindsdien houdt hij zich niet meer bezig met het regisseren van televisieseries. In 2003 werd hij geschiedenisleraar aan het Han Fortmann College in Heerhugowaard. Na twee jaar werd hij docent Televisiemanagement aan de Hogeschool Inholland. Sinds 2007 heeft Schoutens samen met Pascal Wortmann en Rob Tiggelman het bedrijf All in the Picture, dat zich bezighoudt met de aansluiting tussen opleiding en arbeidsmarkt. 